# Гари Кларк-младши
Гари Кларк-младши (на английски: Gary Clark Jr; роден на 15 февруари 1984 г.) е американски музикант и актьор. Живее в Остин, Тексас.
Според собственото му изявление той е повлиян от блус, джаз, соул, кънтри и хип-хоп, а изкривеният от електонни ефекти звук на китарата е определяща черта на музиката му.

## Кариера

### Музикална кариера
Кларк започва да свири на китара на 12-годишна възраст. В младостта си той изнася малки концерти в родния си град Остин. Там той се запознава с Клифърд Антоне – собственик на музикалния клуб Antone's – който го запознава с Джими Вон, наред с други. Той и други музиканти от музикалната сцена в Остин придружават Кларк през цялата му кариера. Кларк за първи път привлича голямо внимание, когато свири на Crossroads Guitar Festival през 2010 г. заедно с Би Би Кинг, Ерик Клептън, Бъди Гай, Стив Уинууд, Джон Мейър, Шерил Кроу, Джеф Бек и „ЗиЗи Топ“. През юни 2011 г. и 2012 г. Кларк участва на годишния музикален фестивал Bonnaroo в Манчестър, Тенеси.
Гари Кларк поема вокалите в бонус парчето I Want You Back, първоначално от „Джаксън Файв“, в албума на Шерил Кроу 100 Miles from Memphis. През февруари 2012 г. той участва в събитието Red, White and Blues в Белия дом. На 15 декември 2012 г. Кларк гостува на последния концерт от юбилейното турне на „Ролинг Стоунс“ в Ню Джърси и изсвирва песента Goin' Down от Фреди Кинг с „Ролинг Стоунс“ и Джон Майер.
Кларк постига международния си пробив през 2013 г. с албума си Blak and Blu. През октомври 2012 г. това е най-големият му успех до момента в САЩ, като достига номер 6 в американските класации за албуми и номер 1 в блус албумите. На следващата година той е пуснат в световен мащаб и достигна класациите в много други страни. Особено успешна е песента Please Come Home, за която е награден с „Грами“ в категорията за традиционен блус. С Ain't Messin' 'Round той е и един от номинираните в категорията за най-добра рок песен.
На 11 февруари 2015 г. участва в трибюта на Стиви Уондър заедно с Бионсе Ноулс и Ед Шийрън.
По случай наградите „Грами“ за 2020 г., трибютен концерт на Принс, озаглавен Let's Go Crazy: The Grammy Salute to Prince се състои на 28 януари 2020 г. в конгресния център на Лос Анджелис, където Кларк изпълнява песента на Принс Let’s Go Crazy. Концертът е излъчен по американската телевизия на 21 април 2020 г., четвъртата годишнина от смъртта на Принс.

### Филмова кариера
През 2007 г. Кларк играе ролята на Сони във филма Honeydripper.

## Преса и медии
Jambase го описва като бъдещето на тексаския блус. Американският „Ролинг Стоун“ обявява Кларк за най-добър млад блусар в своя брой Best of Rock през април 2011 г.

## Награди
Кларк е получил множество награди и признания, включително награда „Грами“ и музикалната награда „Остин“ през 2013 г. за най-добър блус и електрически китарист. По същия начин 3 май 2001 г. е обявен за Ден на Гари Кларк-младши от кмета на град Остин. През 2015 г. албумът му е обявен за блус албум на годината на живо и той е равен с Бъди Гай за блус изпълнител на годината в анкетите на Down Beat Critics. Албумът This Land с едноименната песен му донася още три награди „Грами“ през 2020 г.